# كريس أوقست
كريس أوقست (بالإنجليزية: Chris August)‏ هو مغني أمريكي، ولد في 20 مارس 1982.

## وصلات خارجية
- الموقع الرسمي
- كريس أوقست على موقع ميوزك برينز (الإنجليزية)